# Horace Walpole
Horace Walpole (Londen, 24 september 1717 — aldaar, 2 maart 1797), de 4e graaf van Orford, was een Brits schrijver en politicus. Hij was een zoon van Robert Walpole.

## Gothic novel
Walpole is bekend geworden als schrijver van The Castle of Otranto (1764), wat beschouwd wordt als de eerste 'gothic novel', de fantastische griezelroman, die in de 18e en 19e eeuw veel opgang maakte. De eerste uitgave van het boek verscheen anoniem en werd gepresenteerd als vertaling van een oude Italiaanse tekst. De tweede editie werd gepubliceerd onder de echte naam van de schrijver, en had als ondertitel 'A Gothic Story'. Hiermee werd een nieuw genre in de literatuur gevestigd, dat navolging zou vinden in beroemd geworden werken als Frankenstein (1818) van Mary Shelley, Wuthering Heights (1847) van Emily Brontë en Dracula (1897) van Bram Stoker.

## Serendipiteit
Daarnaast is Horace Walpole de bedenker van het begrip serendipiteit. Toen hij in 1754 een anoniem Perzisch sprookje las (het in 1722 in het Engels vertaalde The Travels and Adventures of Three Princes of Sarendip) maakte hij kennis met prinsen, avontuurlijke reizigers, die door toeval en scherpzinnigheid veel ontdekkingen deden. Die prinsen van Sarendip waren zonen van Jafer, koning van Sarendib of Serendib (van het Sanskriet Simhaladvipa, 'verblijfplaats-van-leeuwen-eiland'), een oude Arabische benaming voor Sri Lanka (Ceylon). 
- Bibsys: 90833617
- Biblioteca Nacional de España: XX994130
- Bibliothèque nationale de France: cb11985448t (data)
- Catàleg d'autoritats de noms i títols de Catalunya: 981058514968006706
- CiNii: DA02908853
- Gemeinsame Normdatei: 118628844
- International Standard Name Identifier: 0000 0001 0874 4758
- Library of Congress Control Number: n80126297
- Bibliotheek van het Japanse parlement: 00460120
- Nationale Bibliotheek van Tsjechië: xx0002958
- Nationale bibliotheek van Australië: 35950998
- Nationale Bibliotheek van Israël: 987007269517205171
- Nationale Bibliotheek van Polen: a0000001373155
- Nationale en Universitaire bibliotheek Zagreb: 000189339
- Nederlandse Thesaurus van Auteursnamen: 068298293
- RKD-Nederlands Instituut voor Kunstgeschiedenis: 295259
- Istituto Centrale per il Catalogo Unico: CFIV000461
- LIBRIS: 312925
- SNAC: w6s187m9
- Système universitaire de documentation: 027573427
- Trove: 1159757
- Union List of Artist Names: 500126172
- Virtual International Authority File: 17231985
- WorldCat: E39PBJmHJxwvjqbV4RhT94vCQq